# Gare d'El Pozo
La gare d'El Pozo est une gare ferroviaire située dans le district de Puente de Vallecas à Madrid. Elle tient son nom du quartier El Pozo del Tío Raimundo (es). Elle a fait partie des cibles des attentats du 11 mars 2004.
Elle est desservie par les lignes C-2, C-7 et C-8 de Cercanías.

## Histoire
La gare d'El Pozo est mise en service en octobre 1996.